# Bonga (Yamba)
Pour les articles homonymes, voir Bonga.
Bonga est une commune rurale située dans le département de Yamba de la province du Gourma dans la région de l'Est au Burkina Faso.

## Géographie
Bonga est situé à 6 km au Sud de Yamba, le chef-lieu du département, et à 5 km au Nord de Tandyari. Le village forme avec Kondridoaga, Tembou et Doaligou un ensemble de localités proches qui partagent des services en commun.

## Santé et éducation
Le centre de soins le plus proche de Bonga est le centre de santé et de promotion sociale (CSPS) de Yamba.